# Film in 2011
Dit artikel gaat over de film in het jaar 2011.

## Succesvolste films
De tien films uit 2011 die het meest opbrachten.
| Rang | Titel                                          | Distributeur         | Opbrengst wereldwijd |
| ---- | ---------------------------------------------- | -------------------- | -------------------- |
| 1    | Harry Potter en de Relieken van de Dood deel 2 | Warner Bros.         | $ 1.341.511.219      |
| 2    | Transformers: Dark of the Moon                 | Paramount Pictures   | $ 1.123.794.079      |
| 3    | Pirates of the Caribbean: On Stranger Tides    | Walt Disney Pictures | $ 1.045.713.802      |
| 4    | The Twilight Saga: Breaking Dawn Part 1        | Summit Entertainment | $ 712.171.856        |
| 5    | Mission: Impossible – Ghost Protocol           | Paramount Pictures   | $ 694.713.380        |
| 6    | Kung Fu Panda 2                                | Paramount Pictures   | $ 665.692.281        |
| 7    | Fast Five                                      | Universal Pictures   | $ 626.137.675        |
| 8    | The Hangover Part II                           | Warner Bros.         | $ 586.764.305        |
| 9    | De Smurfen                                     | Sony Pictures        | $ 563.749.323        |
| 10   | Cars 2                                         | Walt Disney Pictures | $ 559.852.396        |

## Lijst van films
Hier volgt een lijst met de titels en wat extra informatie van films die in 2011 zijn uitgekomen.
- 127 Hours
- 2012: Ice Age
- 5 Days of August
- 50/50 (VS)
- Abduction
- Absentia
- The Adjustment Bureau (VS)
- Alle Tijd (NL)
- Als ik jou niet had (NL)
- Annie Claus is Coming to Town (VS)
- Anonymous
- Arthur
- Attack the Block
- Bad Teacher
- Battle: Los Angeles
- Beastly (VS)
- Big Mommas: Like Father, Like Son (VS, aka Big Momma's House 3)
- The Bleeding House
- Bluf (NL)
- Body Language
- The Twilight Saga: Breaking Dawn Part 1
- Bridesmaids
- Caged (NL)
- Captain America: The First Avenger (VS)
- Cars 2
- The Change-Up (VS)
- Claustrofobia (NL)
- Conan the Barbarian (VS) .
- La conquête
- Contagion
- Coriolanus
- Cowboys & Aliens
- Crazy, Stupid, Love. (VS)
- Cross
- The Day
- The Descendants (VS)
- Drive (VS)
- Drive Angry (VS)
- Fast Five (VS)
- Final Destination 5 (VS)
- Friends with Benefits (VS)
- Fright Night
- Le gamin au vélo (BE)
- Gnomeo & Juliet
- Gooische Vrouwen (NL) .
- The Greatest Movie Ever Sold (VS), documentaire
- The Green Hornet (VS) .
- Green Lantern (VS)
- Groenten uit Balen (BE)
- The Hangover: Part II
- Harry Potter en de Relieken van de Dood deel 2
- Hasta la Vista
- De Heineken Ontvoering
- The Help
- Hobo with a Shotgun (VS)
- Homevideo (DE)
- Hop
- Horrible Bosses (VS)
- Hugo
- Hunky Dory
- I Am Number Four (VS) .
- In Darkness (PL)
- The Ides of March (VS)
- In Time
- Immortals (VS)
- Jack and Jill (VS)
- Jane Eyre
- Johnny English Reborn (VS)
- Just Go with It
- Justin Bieber: Never Say Never (VS)
- Kasteel Amerongen
- Kung Fu Panda 2
- Largo Winch II
- Larry Crowne
- Legend of the Guardians: The Owls of Ga'Hoole
- Lemonade Mouth
- Limitless (VS)
- A Lonely Place to Die (VK)
- Mac 'n' Cheese (NL)
- Midnight in Paris (VS)
- Mijn opa de bankrover (NL)
- Mijn vader is een detective: De wet van 3
- The Mill and the Cross (PL)
- Miss Bala (MX)
- Mission: Impossible - Ghost Protocol (VS)
- Moneyball
- Monsieur Lazhar (Canada)
- The Monster of Nix (NL)
- Montana Amazon
- Mr. Popper's Penguins (VS)
- New Year's Eve (VS)
- New Kids Nitro (NL)
- No Strings Attached (VS)
- Nova Zembla
- The Oranges
- Paul
- Penny's Shadow
- Phineas and Ferb the Movie: Dwars door de 2de dimensie
- Pirates of the Caribbean: On Stranger Tides (VS)
- Pizza Maffia (NL) .
- Puss in Boots (VS, animatie)
- Rabat
- The Raid
- Rango (VS, animatie)
- Real Steel (VS)
- Red Dog (AU)
- Red Riding Hood (VS)
- Rio (VS, animatie)
- Rise of the Planet of the Apes (VS)
- The River Murders (VS)
- The Roommate (VS)
- The Rum Diary (VS)
- Rundskop (BE)
- Sanctum (AU, VS)
- Scream 4 (VS)
- Seeking Justice (VS)
- Sherlock Holmes: A Game of Shadows (VS)
- Singham
- De Smurfen (VS)
- Something Borrowed
- Sonny Boy (NL, boekverfilming)
- Source Code
- Straw Dogs
- Sucker Punch
- Suicide Room (Sala samobójców), (PL)
- Super 8
- Take Me Home Tonight (VS)
- There Be Dragons (AR, ES, VS)
- Thor (VS)
- Tower Heist (VS)
- Transformers: Dark of the Moon
- Truth About Kerry
- Unknown
- Water for Elephants
- Wild Bill (VK)
- William and Kate
- X-Men: First Class
- You and I (RU, VS)

1870-1879 · 1880-1889 · 1890 · 1891 · 1892 · 1893 · 1894 · 1895 · 1896 · 1897 · 1898 · 1899 · 1900 · 1901 · 1902 · 1903 · 1904 · 1905 · 1906 · 1907 · 1908 · 1909 · 1910 · 1911 · 1912 · 1913 · 1914 · 1915 · 1916 · 1917 · 1918 · 1919 · 1920 · 1921 · 1922 · 1923 · 1924 · 1925 · 1926 · 1927 · 1928 · 1929 · 1930 · 1931 · 1932 · 1933 · 1934 · 1935 · 1936 · 1937 · 1938 · 1939 · 1940 · 1941 · 1942 · 1943 · 1944 · 1945 · 1946 · 1947 · 1948 · 1949 · 1950 · 1951 · 1952 · 1953 · 1954 · 1955 · 1956 · 1957 · 1958 · 1959 · 1960 · 1961 · 1962 · 1963 · 1964 · 1965 · 1966 · 1967 · 1968 · 1969 · 1970 · 1971 · 1972 · 1973 · 1974 · 1975 · 1976 · 1977 · 1978 · 1979 · 1980 · 1981 · 1982 · 1983 · 1984 · 1985 · 1986 · 1987 · 1988 · 1989 · 1990 · 1991 · 1992 · 1993 · 1994 · 1995 · 1996 · 1997 · 1998 · 1999 · 2000 · 2001 · 2002 · 2003 · 2004 · 2005 · 2006 · 2007 · 2008 · 2009 · 2010 · 2011 · 2012 · 2013 · 2014 · 2015 · 2016 · 2017 · 2018 · 2019 · 2020 · 2021 · 2022 · 2023 · 2024 · 2025